# Pala (Biqueli)
Pala ist eine Aldeia auf der südostasiatischen Insel Atauro, die zu Osttimor gehört. 2015 hatte Pala 856 Einwohner.

## Geographie
Pala liegt im Osten des Sucos Biqueli (Gemeinde Atauro), an der Küste Atauros. Südwestlich liegt die Aldeia Ilicnamo, nordwestlich die Aldeia Ilidua Douro und im Norden die Aldeia Uaro-Ana. An der Küste im Südosten liegt das Dorf Biqueli (Pala), der Hauptort der Aldeia und des Sucos.

## Einrichtungen
Im Dorf Biqueli befinden sich der Sitz von Suco und Aldeia und die katholische Grundschule Biqueli. Weiter nördlich steht an der Küste eine Sendeantenne der Telekommunikationsgesellschaft Telkomcel.